# IHC H-30 B

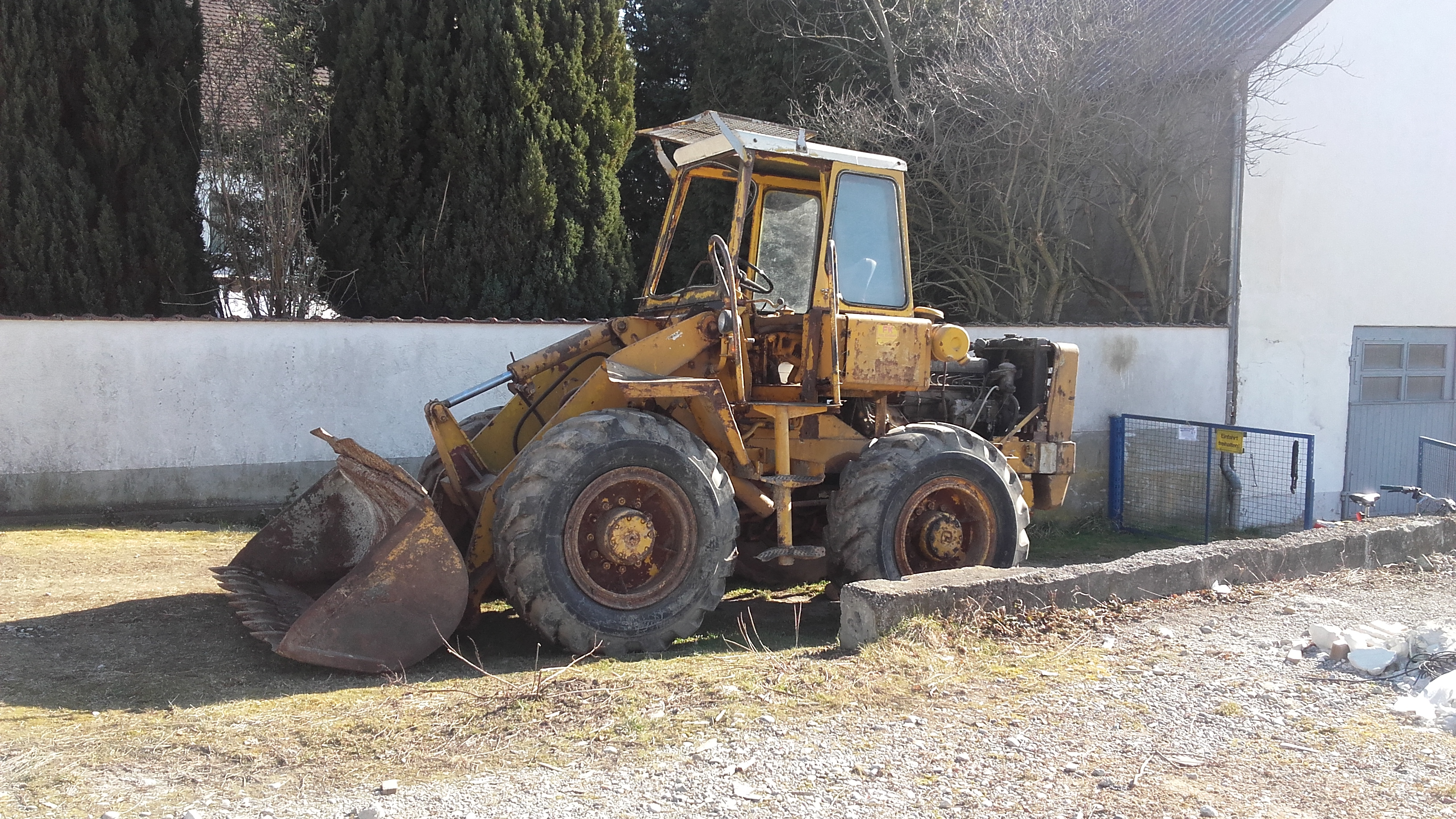
Seitenansicht IHC H-30 B

Der IHC H-30 B ist ein Radlader der Payloader-Baureihe, den die International Harvester Company von 1965 bis 1976 in Heidelberg herstellte. Er löste das Vorgängermodell DH-30 ab und war seinerzeit der kleinste Radlader in der Produktpalette von IHC. Bis zur Einführung des Nachfolgemodells 510 wurden mehr als 2600 Exemplare von diesem Typ gebaut. Es handelt sich damit nach dem H-65 C um das zweiterfolgreichste Radladermodell von IHC.
Ausgestattet ist der heckgelenkte H-30 B mit einem 4-Zylinder-Dieselmotor aus eigener Fertigung, der über 3911 cm³ Hubraum verfügt und 72 PS leistet. Die Kraftübertragung erfolgt wie auch schon beim Vorgängermodell mittels Dreigang-Full-Powershift-Getriebe. Das Einsatzgewicht beträgt inklusive Ballast und 1,0-m³-Standardschaufel rund 5,7 Tonnen.